# Rikkärrsskapania
Rikkärrsskapania (Scapania brevicaulis) är en levermossart som beskrevs av Tayl.. Rikkärrsskapania ingår i släktet skapanior, och familjen Scapaniaceae. Enligt den svenska rödlistan är arten sårbar i Sverige. Arten förekommer i Götaland, Svealand, Nedre Norrland och Övre Norrland. Artens livsmiljö är våtmarker.